# Lagunas de Vilama
Les Lagunas de Vilama ou Reserva Provincial Altoandina de la Chinchilla (réserve provinciale alto-andine du Chinchilla) sont un ensemble de petits lacs et lagunes situés en Argentine, dans la puna de la province de Jujuy (département de Rinconada). 

## Situation
La zone se trouve à l'extrémité nord-ouest du pays, à proximité de la zone des trois frontières entre l'Argentine, le Chili et la Bolivie. L'altitude moyenne des lieux est de 4 500 m. Le site s'étend sur 157 000 ha, soit 1 570 km2.
La localité la plus proche est le village de Lagunilla del Faraón ; la ville la plus proche, généralement point de départ des excursionnistes, est Abra Pampa.

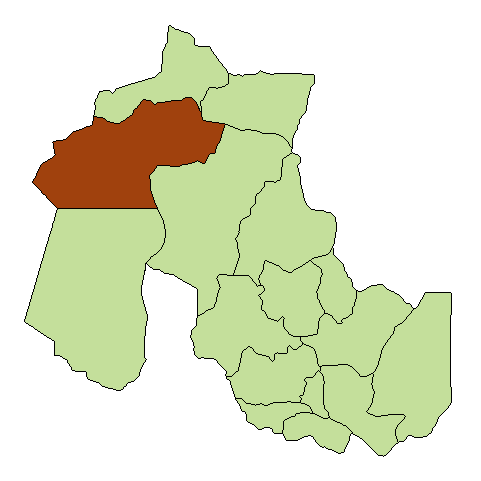
Situation du département de Rinconada dans la province de Jujuy

## Description
Les lacs et lagunes, au nombre d'une douzaine occupent les fonds de petites dépressions endorrhéiques, comme il y en a beaucoup dans cette région qui fait partie de l'Altiplano, au même titre que les lacs boliviens bien connus Poopó et Titicaca. Parmi eux, citons le lac de Vilama, et les lagunes Pululos et Palar. Les lacs et lagunes sont alimentés par des petits cours d'eau issus des sommets environnants et par des sources. Les plus importants (Vilama et Palar) sont saumâtres et hypersalins. 
Leur profondeur est assez importante. Ils ont une grande variabilité de taille dans l'espace et dans le temps, liée à l'importance saisonnière ou cyclique des précipitations. De ce fait leurs caractéristiques physico-chimiques sont très variables elles aussi.

## Flore et faune
Les lagunes hébergent une importante avifaune associée, au sein de laquelle il y a des espèces menacées, endémiques ou non. Parmi les espèces autochtones menacées :
- La gallareta cornuda (foulque de l'espèce fulica cornuta)
- Les flamants de James (phoenicoparrus jamesi)
- Les flamants des Andes (phoenicoparrus andinus).

On y trouve aussi différentes espèces migratrices qui y trouvent un lieu d'alimentation.
Les fonds humides qui entourent les lagunes sont appelées ciénegos (marécages). Là, on peut rencontrer d'autres espèces en danger, comme les vigognes (de l'espèce vicugna vicugna) et les suris ou nandous de Darwin (ou encore ñandú petiso ou Pterocnemia pennata garleppi).
Ces ciénegos sont aussi utilisés par les rares habitants locaux pour y faire paître leurs troupeaux de lamas et alpacas ou d'ovins. On y rencontre aussi le chinchilla qui y est fort heureusement protégé.
Au-delà de ces zones humides le type de végétation prédominant est la steppe arbustive et le pâturage alto-andin dit de la puna.
Parmi les serpents présents dans la zone, citons Leptotyphlops albifrons, Typhlops brongersmianus, Clelia clelia, Elapomorphus tricolor, Oxyrhopus rhombifer, Philodryas patagoniensis, P. trilineatus, Micrurus pyrrhocryptus et Crotalus durissus ou crotale cascabelle.

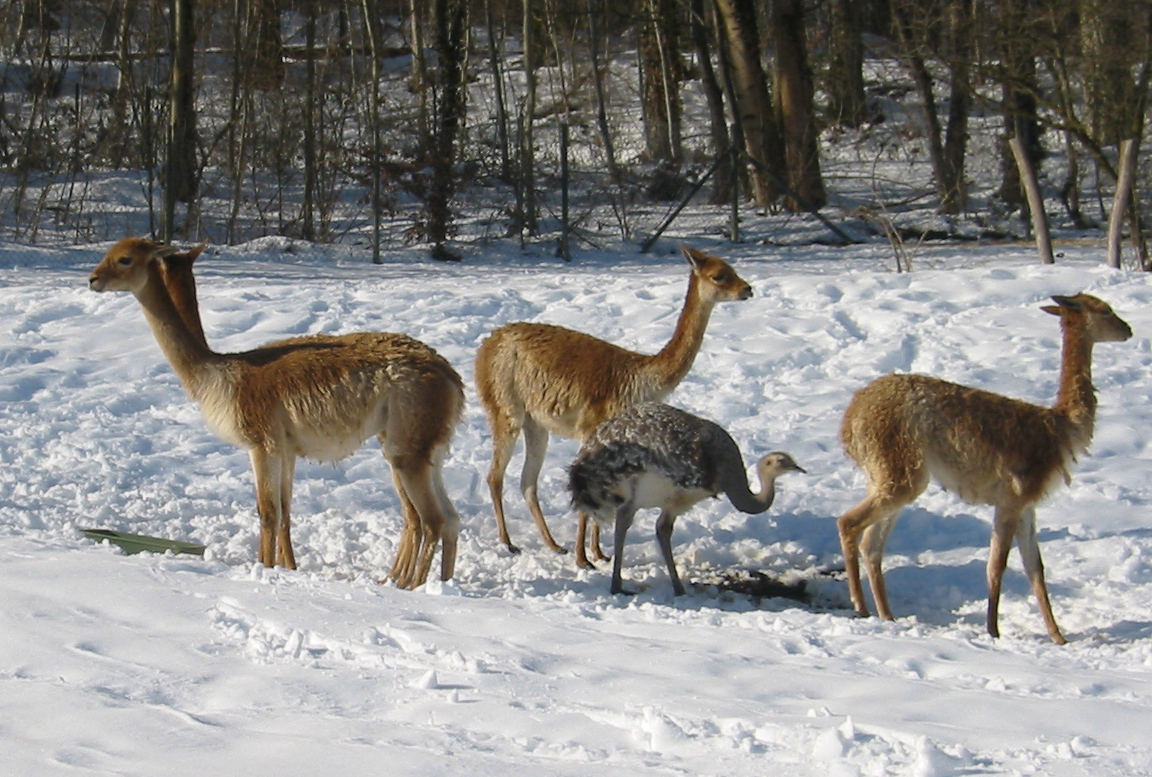
Groupe de vigognes avec un nandou
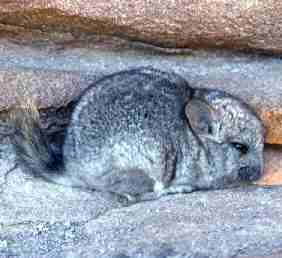
Un chinchilla sauvage

## Site Ramsar
Les lagunas de Vilama ont été déclarées Site Ramsar le 20 septembre 2000.